# ناتالیا بوردیگا
ناتالیا بوردیگا (روسی: Наталья Леонидовна Бурдыга؛ زادهٔ ۲۶ اکتبر ۱۹۸۳) ورزشکار دوگانه اهل روسیه است.وی همچنین از ورزشکاران دوگانه در بازی‌های المپیک زمستانی ۲۰۱۴ بوده است. این ورزشکار در ماه می 2015 تصمیم گرفت بازنشسته شود.